# Камарло
Камарло (груз. კამარლო, азерб. Qəmərli) — село, административный центр сельской административно-территориальной единицы Камарло, Дманисского муниципалитета, края Квемо-Картли республики Грузия со 100%-ным азербайджанским населением. Находится в юго-восточной части Грузии, на территории исторической области Борчалы.

## История
Название села упоминается в 1926 году, во время проведенной в регионе переписи населения.

### Топоним
По одной из версий топоним села Камарло (азерб. «Qəmərli») связан с именем тюркского племени Гамар (азерб. «Qəmər»), пришедших на южный Кавказ с северных регионов.

## География
Село расположено на Башкечидском плато, в 7 км от районного центра Дманиси, на высоте 1390 метров от уровня моря.
Граничит с городом Дманиси, селами Шахмарло, Якубло, Кариани, Дагарыхло, Согутло, Пантиани, Земо-Безакло, Мтисдзири, Земо-Орузман, Квемо-Орузман, Ваке, Дялляр, Джавахи, Гантиади, Дунус, Шиндиляр, Цителсакдари, Бослеби, Каклиани, Шихлы, Земо-Карабулах, Гедагдаги, Ормешян, Бахчалар, Ипнари, Квемо-Карабулах, Саджа, Кызыладжло, Усеинкенди, Мамишлари, Муздулари, Земо-Саламалейки, Сафигле, Аха, Сафарло, Мамишло, Амамло, Безакло и Ангревани Дманисского Муниципалитета.

## Население
По данным Государственного статистического комитета Грузии, согласно официальной переписи 2002 года, численность населения села Камарло составляет 713 человек и на 100 % состоит из азербайджанцев.

## Экономика
Население в основном занимается овцеводством, скотоводством и овощеводством.
29 августа 2013 года, компания «SOCAR Georgia Gas», учредителем которой является государственная нефтяная компания Азербайджана «SOCAR», в соответствии с программой газификации Грузии, завершила строительство газопровода к селу Качагани Марнеульского района и к селу Камарло Дманисского района. На церемонии запуска газопровода присутствовали министр энергетики Грузии Каха Каладзе, министр регионального развития и инфраструктуры Грузии Давид Нармания и президент «SOCAR Azerbaijan» Ровнаг Абдуллаев. По данным министерства энергетики, газопровод длиной 41,4 км, обеспечит природным газом 1100 потенциальных абонентов села Качагани, а по газопроводу длиной 12,6 км, голубое топливо получат 280 абонентов села Камарло.

## Достопримечательности
- Средняя школа — построена в 1922 году.[7][11]

## Известные уроженцы
- Гулам Вахабов — выпускник Горийской семинарии;[7]
- Шамы Баладжаоглы — поэт;[7]

### Участники Великой Отечественной войны
Село известно также своими уроженцами, участниками Великой Отечественной войны:
| - Алляз Якуб оглы — участник ВОВ, погиб в декабре 1941 года. - Гамид Сулейман оглы — участник ВОВ, погиб в декабре 1942 года. - Гумбат Али оглы — участник ВОВ, погиб в 1941 году. - Исмаил Мамед оглы — участник ВОВ, погиб в декабре 1942 года. - Каримов Рагим Самед оглы — участник ВОВ, погиб в феврале 1945 года. - Гусейнов Кара Амрах оглы — участник ВОВ, погиб 16 сентября 1944 года. - Магамед Мамед оглы — участник ВОВ, погиб в декабре 1941 года. - Мамед Али оглы — участник ВОВ, погиб 12 апреля 1944 года. - Мамед Сулейман оглы — участник ВОВ, погиб в декабре 1941 года. |  | - Мамед Халил оглы — участник ВОВ, погиб в декабре 1943 года. - Мамедов Муса Джамал оглы — участник ВОВ, погиб в декабре 1942 года. - Махмуд Курбан — участник ВОВ, погиб 27 августа 1942 года. - Муса Джамал оглы — участник ВОВ, погиб в 1941 году. - Овчиев Ибрагим — участник ВОВ, погиб 13 августа 1942 года. - Рустам Пирмамед оглы — участник ВОВ, погиб в декабре 1942 года. - Союн Астан оглы — участник ВОВ, погиб в декабре 1942 года. - Шех Ахмед оглы — участник ВОВ, погиб 17 октября 1941 года. - Юсуб Кадир оглы — участник ВОВ, погиб в декабре 1941 года. |